# ДПМ1
ДПМ1 (Дизель-Поезд Московский, 1-й тип) — поезд тепловозной тяги категории «тяни-толкай» (англ. Push-Pull), созданный на Московском локомотиворемонтном заводе (МЛРЗ) на базе тепловоза 2М62У и прицепных вагонов электропоезда ЭР2. Официально классифицируется как дизель-поезд, но при этом фактически дизель-поездом не является, поскольку в качестве тяговой единицы используется не унифицированный с поездом моторный вагон, а полноценный доработанный тепловоз (который условно решено принять в качестве моторного вагона).

## Предпосылки к появлению
Поезда локомотивной тяги категории «тяни-толкай», широко распространённые в странах западной и центральной Европы и Северной Америки и также именуемые двухтактными или челночными поездами, не применялись на железных дорогах СССР, однако в 1990-е годы начались попытки их создания в Белоруссии, Украине и России. На постсоветском пространстве из-за отсутствия чёткой терминологии эти составы стали классифицироваться как электропоезда и дизель-поезда локомотивной тяги, хотя фактически не являлись дизель-поездами, поскольку не имели в своём составе унифицированных с поездом моторных вагонов, а в качестве тяговой единицы использовались обычные дооборудованные локомотивы, оснащённые системой дистанционного управления и пригодные для эксплуатации с обычными поездами. Локомотивные секции проходили модернизацию, в ходе которой оснащались электропневматическим тормозом, системой электроснабжения пассажирского состава, дополнительными цепями управления и приборными панелями в кабине машиниста для управления автоматическими дверями и электроаппаратурой в вагонах, а также связью «пассажир-машинист». 
Идея создания таких поездов с использованием секций тепловозов серии М62 (преимущественно двухсекционных вариантов) впервые была реализована в Белоруссии. Белорусская железная дорога в 1993 году в целях экономии средств решила формировать поезда категории «тяни-толкай» с локомотивной тягой на базе имеющихся в резерве грузовых тепловозов с использованием прицепных вагонов расформированных дизель-поездов серии ДР1. Этому способствовало появление невостребованных грузопассажирских локомотивов 2М62 и 2М62У на фоне снижения объёма грузоперевозок между странами бывшего СССР и экономическая сложность в поставке новых дизель-поездов и их комплектующих из Риги на фоне нехватки валюты и отсутствия собственного производства дизель-поездов. Так появились составы ДРБ1, ДРБ1М и ДР1ПТ. 
Несколько позже подобную схему использовали на Луганском тепловозостроительном заводе (ЛТЗ) в Украине в 1996 году, который и производил данные тепловозы, сформировав поезда ДТЛ1 на основе тепловоза 2М62 и новых прицепных вагонов постройки ЛТЗ, унифицированных с вагонами дизель-поезда ДЭЛ-01. В России на Демиховском машиностроительном заводе (ДМЗ) было начато производство поездов ДДБ1 снова для Белорусской железной дороги: в этом случае применялись новые прицепные промежуточные вагоны постройки ДМЗ, унифицированные с производимыми там же вагонами электропоездов, и модернизировались две секции теплвоза 2М62У.
Когда возникла потребность создать дизель-поезд для эксплуатации на Московской железной дороге (МЖД), было решено использовать аналогичную схему компоновки состава. Работу по созданию поезда поручили МЛРЗ, с применением прицепных вагонов, изъятых из составов распространённых на МЖД электропоездов, а также готового доработанного тепловоза.

## Общие сведения
Состав был построен в 2000 году в единственном экземпляре и включал секции тепловоза (Т) и прицепные промежуточные вагоны (Пп), и был первоначально сформирован по схеме Т+12Пп+Т. Для его создания был использован тепловоз 2М62У-0011 (далее обе его секции по неизвестным причинам были заменены секциями тепловоза 2М62У-0127), а также прошедшие доработку прицепные вагоны электропоездов ЭР2. Вагоны поезда подразделялись на три класса, при этом три вагона относились к первому классу, другие три — ко второму, остальные шесть — к третьему.
Основные параметры поезда:
- Мощность двигателей — 2×1471 кВт (2×2000 л. с.);
- Выходная мощность ТЭД — 2×6×192 кВт;[к 2]
- Конструкционная скорость — 100 км/ч;[к 3]
- Запас топлива — 6300 кг;
- Запас песка — 700 кг;
- Запас воды — 950 кг;
- Запас масла — 950 кг;
- Размеры:
  - Длина:
    - Состава — около 270 000 мм (12-вагонного);
    - Секции тепловоза — 17 400 мм;
    - Вагона — 19 600 мм;

  - Ширина:
    - Секции тепловоза — 2950 мм;
    - Вагона — 3480 мм;

  - Высота:
    - Секции тепловоза — 4615 мм;
    - Вагона — 4268 мм;
- Ширина колеи — 1520 мм;
- Диаметр колёс:
  - Секции тепловоза — 1050 мм
  - Вагона — 950 мм[10]

## Конструктивные модернизации
В ходе конструкторских проработок модификации возникла необходимость некоторого переоборудования как тепловозов, так и вагонов. При объединении в единый состав грузовых тепловозов 2М62У и прицепных вагонов ЭР2 требовалось решить следующие задачи:
- обеспечение тяги поезда согласно заданному графику движения с учётом энергозатрат на отопление и освещение вагонов;
- управление и обеспечение электрического отопления вагонов в холодное время года, освещения вагонов в тёмное время суток, вентиляции салонов;
- управление автоматическими дверями вагонов при посадке и высадке пассажиров;
- система оповещения пассажиров и их связь с локомотивной бригадой;
- управление из головной секции тепловоза секцией, находящейся в хвосте поезда, и наоборот;
- создание условий для безопасного прохода членов локомотивной бригады в вагоны поезда и обратно;
- обеспечение сцепляемости тепловозных секций 2М62У с пассажирскими вагонами ЭР2, автосцепки которых расположены на 100 мм выше.

### Электрическая часть
Тяговые расчёты, проведённые ранее на участках эксплуатации поездов ДДБ1 в Белоруссии, показали, что две секции тепловоза 2М62У (мощностью 2000 л. с. для каждой секции) обеспечивают выполнение заданного графика движения при отборе мощности на отопление и освещение 10 прицепных вагонов поезда ЭД. У дизель-поезда ДПМ1 по сравнению с ДДБ1 в составе было 12 вагонов от ЭР2, однако они были короче и легче вагонов ЭД, поэтому мощность тепловозных секций также оказалось достаточной для вождения поезда. Тем не менее, электрические цепи и система потребления энергии вагонами у ДПМ1 отличаются от ДДБ1.

#### Система отопления
Система отопления вагонов дизель-поезда ДПМ1 питается от тягового генератора одной из секций тепловоза. Этим она отличается от системы отопления дизель-поездов ДДБ1 и ДПСаАЗ с двумя тепловозными секциями, у которых питание обеспечивают генераторы обеих секций. Она работает в двух режимах: режиме тяги с напряжением цепей отопления 100—370 В и режиме холостого хода на 6-й позиции контроллера машиниста с напряжением цепей отопления 350—370 В. Защита силовой цепи отопления настроена на отключение контакторов отопления при напряжении тягового генератора 370±20 В с последующим его включением при снижении напряжения до 350±20 В. В случае аварийного отключения системы подачи энергии на систему отопления на одной секций система отопления автоматически переводится на питание от генератора другой секции. Напряжение на зажимах генераторов во время работы изменяется от 100 до 500 В, в среднем составляя величину порядка 400 В.

#### Система освещения
Цепи освещения вагонов у ДПМ1 питаются от однофазного генератора переменного тока на каждой секции, установленного на специальной подставке и приводящегося во вращение от дополнительного вала заднего раздаточного редуктора. В отличие от системы отопления, питание на освещение идёт от генераторов обеих тепловозных секций и распределяется равномерно на половину состава от каждой. В аварийном случае отключения системы освещения на одной из тепловозных секций питание всех вагонов обеспечивает только одна секция, но половина ламп накаливания отключается.
В салонах и тамбурах вагонов установлены лампы накаливания, на которое подаётся напряжение в 110 В постоянного тока. Напряжение в цепи освещения поддерживается постоянным при изменении частоты вращения дизеля за счёт регулятора напряжения на генераторе. В вагонах также имеются лампы дежурного освещения салонов и тамбуров, а также лампы для освещения шкафов и чердаков, которые питаются напряжением 75 В от вспомогательного генератора.

#### Системы управления и связи
Управление всеми системами поезда ведётся из кабины машиниста головной тепловозной секции. Для управления пассажирскими вагонами на пульте машиниста изначально грузового тепловоза 2М62У установлены панели управления поездом, электропневматическим тормозом и дверями вагонов. Дополнительное оборудование, устанавливаемое на секциях тепловоза для работы в составе поезда типа «тяни-толкай», размещается в кабине машиниста, в дизельном отсеке в проёме холодильной камеры, в высоковольтной камере и высоковольтном шкафу заднего переходного тамбура. Для возможности управления тепловозными секциями из одной кабины как в случае с непосредственно сцепленными секциями по пассажирским вагонам от ЭР2 проложены дополнительные кабели системы управления.
Для возможности голосового оповещения пассажиров локомотивной бригадой и возможности связи «пассажир — машинист» на тепловозных секциях установлена система связи, используемая на электропоездах ЭР2 и включающая размещённые в тамбуре переговорно-коммутационное устройство (ПКУ) и усилитель У-100, а также микрофон и динамики в кабине машиниста. Схемы подключения системы оповещения и связи аналогичны ЭР2.

### Пневматическая часть
Пневматическая схема тепловозов и вагонов при модернизации также претерпела ряд изменений. Работа в составе пассажирского поезда потребовала оборудовать тепловозные секции электропневматическим тормозом, а ввиду наличия компрессоров на тепловозных секциях компрессоры на вагонах ЭР2 были демонтированы. При отключении электропневматического тормоза автоматически задействуются пневматические тормоза поезда.
Воздухораспределитель № 483 с пневмоэлектрическим датчиком обрыва тормозной магистрали № 418 заменён воздухораспределителем № 292М с электровоздухораспределителем № 305.001, а кран машиниста № 394 — краном № 395М-5 с контроллером для управления электропневматическим тормозом. Для каждой группы из шести тормозных цилиндров, работающих от отдельных реле давления № 404, предусмотрено по одному сигнализатору отпуска тормозов № 352А.
На трубопроводе между воздухопроводом и запасным резервуаром установлен выпускной клапан № 31Б для ручного отпуска тормоза. Рычажные передачи всех тормозов сохранены без изменений. Питательная и тормозная магистрали тепловозных секций тепловоза соединяются с соответствующими магистралями вагонов.
Для обеспечения синхронной работы компрессоров на разнесённых по краям состава секциях штатное реле давления ЗРД было заменено на реле давления ДЭМ 102-1-02-2 с замыкающим контактом и электрической связью с компрессором другой секции. Контакт реле включается в цепь питания катушки электропневматического вентиля, включающего и отключающего компрессор. При срабатывании реле давления на любой тяговой секции включаются компрессоры обеих секций.

### Механическая часть
В связи с тем, что у вагонов российского моторвагонного подвижного состава высота автосцепок между вагонами на 100 мм выше, чем на головных торцах и локомотивах, возникла необходимость поднять задние сцепки на тепловозных секциях. Конструкция стандартных автосцепок тепловозов со стяжными ящиками не позволяла поднять их выше, поэтому последние заменили короткими автосцепками паровозного типа без стяжных ящиков, разместив такой же на высоте, как сцепки вагонов ЭР2.

### Интерьер салонов
Все вагоны от электропоездов ЭР2 прошли капитальный ремонт с обновлением пассажирских салонов — в них были заменены сиденья и смонтированы оконные рамы нового типа, а также установлены биотуалеты. Поскольку поезд ДПМ1 предполагалось использовать в качестве экспресса Москва — Новомосковск, в части вагонов оригинальные двусторонние шестиместные лавки были заменены более комфортабельными мягкими креслами первого и второго классов с откидной спинкой, расположенными по два с каждой стороны от центрального прохода друг за другом. Кресла первого класса расположены на большем удалении друг за другом и перед ними установлены круглые столики, а у кресел второго класса сзади имеется откидная пластинка, используемая как мини-столик пассажирами в следующем ряду. За счёт отсутствия компрессоров и моторных вагонов шум в вагонах по сравнению с электропоездом ЭР2 значительно снизился, что повысило комфортность пребывания пассажиров в салоне.

## Нумерация и маркировка
Сведений о присвоении составу какого-либо номера не обнаружено. Условно его можно обозначить как ДПМ1-001, либо ДПМ1-0001 и т. п. Примечательным фактом стало то, что все вагоны были взяты от разных электропоездов и при этом все имели номер 03.
Первое время под лобовыми стёклами секций тепловоза располагалась маркировка с обозначением ДПМ-1 (через дефис), а также обычные таблички с обозначением тепловоза. Затем (предположительно при замене тяговых секций) состав эксплуатировался только с табличками с обозначением тепловоза и маркировкой типов и номеров вагонов. У самих вагонов на боковых стенках обозначение серии ЭР2 было заменено на ДПМ1, а исходные номера остались без изменений; на торцевых — остановлено оригинальное обозначение серии ЭР2 с номером. В салонах также сохранились оригинальные таблички от электропоездов ЭР2.

## Эксплуатация
Состав был приписан ТЧ-22 Новомосковск-1 (МВПС). В период с июня 2000 года по июль 2005 года он эксплуатировался на маршруте «Урванка — Узловая-1 — Москва-Пасс.-Павелецкая» (экспресс Новомосковск — Москва). Количество вагонов в составе время от времени менялось. Уже в первых рейсах можно было наблюдать, например, семивагонную составность, а затем нередко применялась пяти- и четырёхвагонная компоновка.
Изначально состав, включая как тепловоз, так и вагоны, был окрашен в сине-бело-салатовую трёхцветную схему (синий сверху, белый по середине, салатовый снизу). К 2004 году тепловоз 2М62У-0011 был заменён тепловозом с № 0127 и возвращён в грузовую работу. В начале 2005 года секции тепловоза были перекрашены в синий цвет, а часть вагонов — в двухцветную с голубым верхом и тёмно-зелёным низом. 25 июля 2005 года поезд совершил последний рейс на маршруте, после чего отставлен от работы.
С февраля 2007 года поезд был переведён на пригородные маршруты Тульской дирекции пригородных перевозок, при этом тепловозы и оставшиеся в составе 5 вагонов перекрашены в зелёный цвет.
В мае 2008 года состав был оставлен от работы и расформирован. Тепловоз 2М62У-0127 был возвращён в грузовую работу (как и ранее 2М62У-0011). Точных данных о судьбе прицепных вагонов нет; возможно, все они были списаны. Часть вагонов по состоянию на начало 2010-х годов находилась на территории депо в Новомосковске и Туле.

### Комментарии
1. 1 2  В России согласно ГОСТ 31666—2014, дизель-поездом называется автономный тяговый подвижной состав с дизельной силовой установкой и передачей мощности, состоящий из не менее чем двух вагонов, предназначенный для перевозки пассажиров и имеющий в своем составе хотя бы один моторный вагон[1]. По международной технической спецификации, принятой в странах Евросоюза, электропоездами и дизель-поездами называют самоходные поезда с электрическим или тепловым источником энергии и фиксированной конфигурацией, не разделяемой вне условий депо, в которых все единицы в составе поезда могут перевозить полезную нагрузку (пассажиров, грузы или багаж)[2]. При этом под данное определение также относят поезда с тяговыми модулями и унифицированными с поездом специализированными односторонними локомотивами (тяговыми головами), не имеющими мест для перевозки полезной нагрузки, но не предназначенными для самостоятельной эксплуатации вне состава поезда с вагонами другого типа и не разделяемыми вне условий депо как отдельный локомотив, что позволяет их классифицировать как моторные вагоны. В то же время поезда категории «тяни-толкай» с обычными локомотивами не классифицируются как электро- или дизель-поезда[3][4].
2. ↑  Шесть ТЭД в одной секции тепловоза
3. ↑  Наименьшая из конструкционных скоростей электропоезда ЭР2 и тепловозов серии М62